# San Francisco de Yojoa (kommun)
San Francisco de Yojoa är en kommun i Honduras.   Den ligger i departementet Departamento de Cortés, i den västra delen av landet, 130 km nordväst om huvudstaden Tegucigalpa. Antalet invånare är 13 968.